# Vinebre
Vinebre és una vila i municipi de la comarca de la Ribera d'Ebre.
Des del 2017, cada any s'hi celebra la «Festa del Vimblanc» dedicat a la gastronomia en general i al renaixement d'una especialitat local, el vi generós vimblanc.

## Geografia
- Llista de topònims de Vinebre (Orografia: muntanyes, serres, collades, indrets..; hidrografia: rius, fonts...; edificis: cases, masies, esglésies, etc).

## Demografia
| 1497 | 1515 | 1553 | 1787 | 1887  | 1900  | 1920  | 1950 | 1970 | 2010 | 2024 |
| 38   | 44   | 44   | 399  | 1.123 | 1.196 | 1.055 | 700  | 553  | 459  | 424  |

## Llocs d'interès
- Establiment ibèric de Sant Miquel.[3]

Entre els edificis d'interès hi ha:
- Ca Don Joan, s. XVI. Ostenta a la seua façana l'escut dels Domènec.[5]
- Col·legi teresià, 1888-1904. Obra de Bernardí Martorell (1870-1937), col·laborador d'Antoni Gaudí.

## Vinebrans distingits
- Enric d'Ossó i Cervelló (1840-1896), eclesiàstic, fundador de les Teresianes,
- Enriqueta Ferrús i Ribes (1868-1922), llibretera, periodista, emprenedora i científica ebrenca, membre de la Renaixença ebrenca.
- Josep Vila i Amorós (1919-2011), músic molt vinculat al moviment coral, Medalla d'Honor de Barcelona 2001.
- Albert Viaplana i Veà (1933-2014), arquitecte. Autor del parc a Sant Adrià del Besòs, Plaça i hotel a l'estació de ferrocarril de sants, a Barcelona, remodelació del Centre de Cultura Contemporània de Barcelona (CCCB), urbanització de la Plaça d'Europa a l'Hospitalet de Llobregat, entre altres obres a Catalunya i a altres llocs d'Espanya.